# DF-17 (ミサイル)
DF-17（中: 東風-17、Dong-Feng-17は、中国が開発した中距離弾道ミサイル（MRBM）。中国人民解放軍のロケット軍にて運用されているとされる。

## 概要
DF-17は2014年1月にアメリカが初めてプロトタイプの存在を確認したとされ、ペンタゴンは2017年11月までに山西省太原衛星発射センターで9回の発射テストを確認している。DF-17は中国航天科工集団(CASIC)の第10研究所により開発が開始されたとされており、その後2019年の軍事パレードにより初めて公開され、2020年に就役したと見られている。

## 弾頭
DF-17の最大の特徴とも言えるのが弾頭であり、通常弾頭または核弾頭の極超音速滑空体(HGV)であるDF-ZF(WU-14)を搭載する事が可能であり、初期弾道では固体燃料ロケット部分を使用してHGVを加速させ、終末段階では極超音速に定義されるマッハ5の速度で大気圏に突入する。これは従来の再突入体と比較して低速ではあるもののその分HGVの機動性が向上し、ブースト・グライド軌道を取ることによりSM-3やTHAAD、パトリオットなどの弾道弾迎撃ミサイルの防空網を突破する事が可能とされている。

## 運用
DF-17は台湾の軍事施設を標的とする他、アメリカの有事への介入を妨害する接近阻止・領域拒否(A2/AD)の一端を担うとされている。
また、現時点では可能性に過ぎないもののDF-17が対艦弾道ミサイルとして運用される可能性が指摘されている。この場合、従来のミサイルではHGVの迎撃が困難である為に従来の対艦ミサイルや対艦弾道ミサイルを上回る危険性を持つとされる。

## 発射テスト
発射テストは9回全てが太原衛星発射センターで行われている。
- 1回目(2014年1月9日実施):最初の発射テスト。

- 2回目(2014年8月7日実施):テストに失敗。ミサイルは発射後に崩壊。

- 3回目(2014年12月2日実施):テストに成功

- 4回目(2015年6月7日実施):成功。また、米国はこの発射テストで滑空体が｢極度の機動｣を行ったと指摘している。

- 5回目(2015年8月19日実施):成功。米国が滑空体の｢回避機動｣を確認。

- 6回目(2015年11月23日実施):成功。マッハ5を超える速度を記録。

- 7回目(2016年4月22日実施):成功。

- 8回目(2017年11月1日実施):成功。11分間で1,400kmの距離を飛行し、滑空体は高度60kmの低高度まで降下した。

- 9回目(2017年11月15日実施):滑空体の高度を上げる為にDF-17が採用された。

## 使用国
中国
・中国人民解放軍ロケット軍